# Acide 4-chlorobenzoïque
L’acide 4-chlorobenzoïque est un acide chloré utilisé en synthèse organique.

## Production et synthèse
Il peut être produit par oxydation du 4-chlorotoluène.